# 浪漫ストリーム
「浪漫ストリーム」（ろまんストリーム）は、シーモネーター（現・SEAMO）&DJ TAKI-SHITのメジャー・デビュー・シングル。2002年5月9日にソニーレコードよりリリースされた。

## 解説
- デビューシングルとして、2002年5月9日にソニーレコードよりリリースされた。

## 収録曲
1. 浪漫ストリーム
作詞：高田尚輝　作曲：米米CLUB/滝川浩二
生活創庫のCMソング。
米米CLUBが1990年に発表した「浪漫飛行」をサンプリングしている。
2. シーモバウンス
作詞：高田尚輝　作曲：滝川浩二
3. 時代と理解を超える機械
作詞：KO-1/高田尚輝　作曲：滝川浩二
4. ダンスホールスプラッシュ
作詞：高田尚輝　作曲：滝川浩二